# Mythographer
Mythographer (deutsch Mythograph) ist ein Jazzalbum von Alister Spence und Tony Buck. Die am 14. Januar 2022 in den Studios 301, Sydney entstandenen Aufnahmen erschienen am 13. Februar 2023 im Eigenverlag von Alister Spence.

## Hintergrund
Der Pianist Alister Spence wäre wahrscheinlich weitaus bekannter, wenn er nicht in Australien leben würde, meint Stuart Broomer. Spence leitet seit 25 Jahren ein Trio, in dem der Bassist von The Necks, Lloyd Swanton, Stammspieler ist, und auf Mythographer spielte er mit Tony Buck zusammen, der sowohl der Schlagzeuger von The Necks als auch ein prominentes Mitglied der freien Improvisationsszene Berlins ist.

## Titelliste
- Alister Spence / Tony Buck: Mythographer (ASM013)[2]

1. Dry Wood Talking 8:36
2. And Yet She Turns 22:54
3. The Extent to Which We Still Need Beauty 4:39
4. Curious Terrain 8:09
5. Strange Luminant 6:54
6. Mythographer 9:03
7. Put to Sea 7:18

Die Kompositionen stammen von Alister Spence und Tony Buck.

## Rezeption

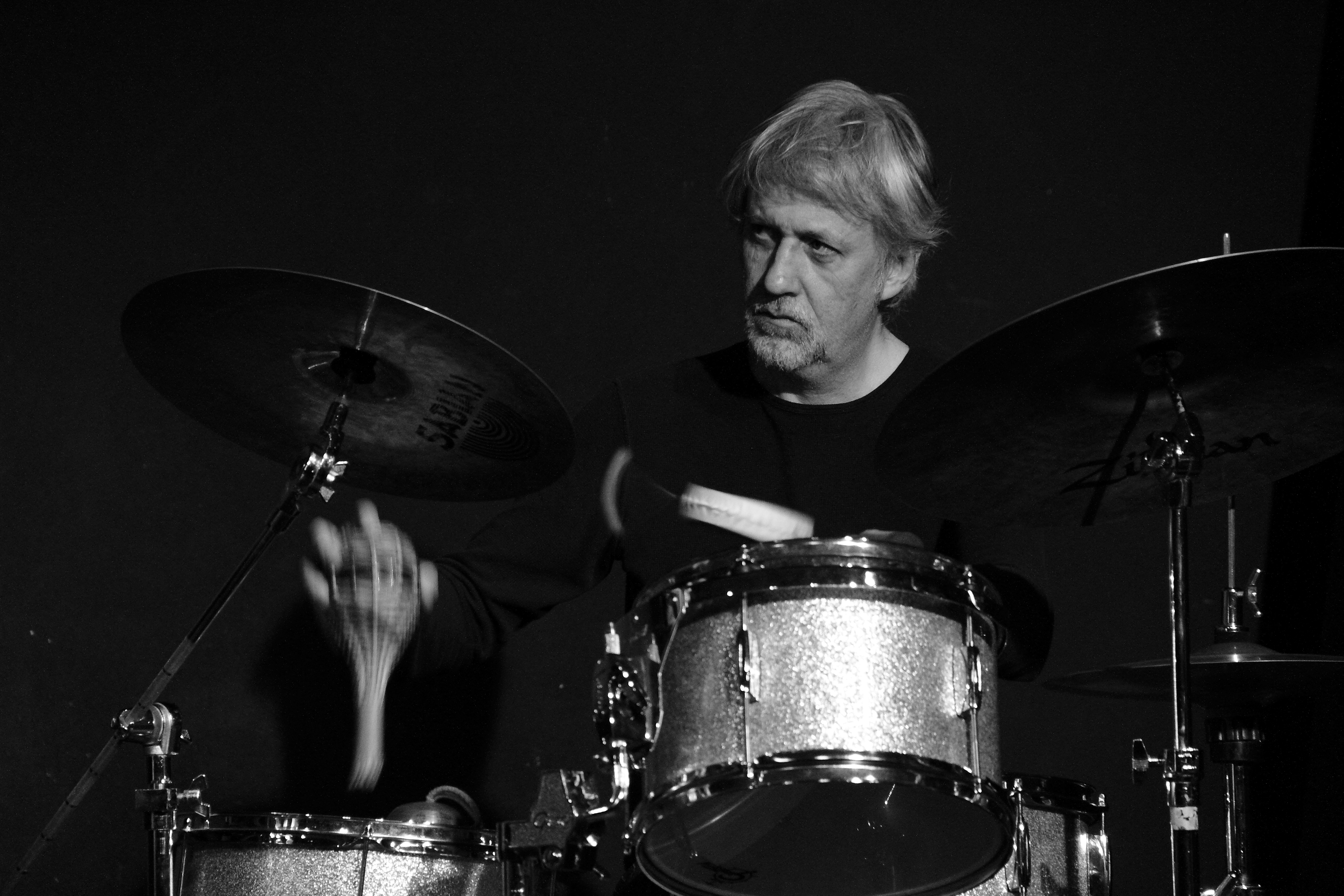
Tony Buck bei einem Konzert mit Wilbert de Joode, Frank Gratkowski und Achim Kaufmann 2014 im KULT, Niederstetten

Nach Ansicht von Dan McClenaghan, der das Album in All About Jazz rezensierte, sind Duo-Aufnahmen unabhängig von der jeweiligen Instrumentierung in der Lage, musikalische Geistesverschmelzungen zu präsentieren. Zwei Künstler würden sich dabei austauschen und die Ideen des anderen extrapolieren. Der Pianist Alister Spence und der Schlagzeuger Tony Buck hätten dieses Format mit Mythographer ausprobiert. Die spontane Session sei in einem zugänglichen Sinne frei, da beide Künstler aus tiefen Erfahrungen schöpften und eindringliche Abstraktionen, Lärm (der niemals beliebig erscheint), weitläufige Momente der Träumerei und fesselnde, oft wehmütige Klanglandschaften nutzten. „Free Jazz“ beinhalte oft unhörbare Kakophonien, doch die Melodie von „The Extent to Which We Still Need Beauty“ – in der Tat auch die Gesamtheit von Mythographer – umfasse stattdessen „Schönheit und Form“, ganz in der Art und Weise, wie die Pianistin Satoko Fujii – mit der Spence getourt und aufgenommen hat – Klänge erzeuge, indem sie im Moment suche und kreiere, in einem „Alles ist möglich“-Zustand des Geistes.
Spence verfüge über eine besondere Art von Vision, die eine originelle Distanz zum Ausdruck bringe, sei es von unserem üblichen Verständnis einer Szene als Ort oder als konstituierenden Stil, eine besondere Fähigkeit, durch Zeit und Raum in ein anderes Gebiet zu blicken, meinte der Jazzpianist und Musikkritiker Stuart Broomer. Von Track zu Track würden die beiden hier zusammen ein kollektives Gespür für den momentanen Anlass entwickeln, so dass ihre jeweiligen Klänge vielleicht nie genau an der gleichen Stelle landeten, und doch teilten sie eine essentiell treibende Energie, ein Einfühlungsvermögen für Kollisionen, das sich vorwärts bewege und ausreiche, ein radikales Modell der zeitlichen Andersartigkeit zu erzeugen.